# Pilar Bayer
Pilar Bayer Isant (Barcelona, 13 de fevereiro de 1946) é uma matemática espanhola, especialista em teoria dos números. É professora emérita da Universidade de Barcelona.

## Formação e carreira
Antes de tornar-se uma matemática, foi certificada como professora de piano pelo Conservatório Municipal de Barcelona em 1967.
Graduou-se na Universidade de Barcelona em 1968, onde obteve um doutorado em 1975, com a tese Extensiones maximales de un cuerpo global en las que un divisor primo descompone completamente, orientada por Rafael Mallol Balmaña e Jürgen Neukirch. Foi uma das duas primeiras mulheres a obter um doutorado na Universidade de Barcelona; a outra foi sua professora escolar (a fonte não esclarece o nome desta professora!).
Foi assistente na Universidade de Regensburg de 1977 a 1980. Após trabalhar brevemente na Universidade de Santander e Universidade Autônoma de Barcelona, tornou-se membro do corpo docente da Universidade de Barcelona em 1982, onde aposentou-se em 2016.